# Karol II Wittelsbach
Karol II Reński, niem. Karl II. von der Pflaz (ur. 31 marca 1651 w Heidelbergu, zm. 16 maja 1685 tamże) – hrabia-palatyn reński i elektor Rzeszy w 1680–1685 z dynastii Wittelsbachów.

## Życiorys
Syn elektora Karola Ludwika i Karoliny Heskiej. Jego dziadkami byli Fryderyk V „Zimowy król“ i Elżbieta Stuart oraz Wilhelm V landgraf Hesji-Kassel i Amalia Elżbieta Hanau-Münzenberg.
W 1671 roku ożenił się z Wilhelminą Ernestyną córką króla Danii i Norwegii Fryderyka III i Zofii Amalii księżniczki brunszwickiej. Małżeństwo pozostało bezdzietne.
Karol był ostatnim elektorem Palatynatu z protestanckiej linii Wittelsbachów Reńskich. Po jego śmierci król Francji Ludwik XIV w imieniu Elżbiety Wittelsbach siostry Karola II i żony księcia Filipa I wystąpił z żądaniami dziedziczenia Palatynatu. W wyniku jego wojskowej interwencji wybuchła wojna palatynacka. Tytuł elektora Palatynatu Reńskiego przeszedł do katolickiej linii Wittelsbachów Reńskich reprezentowanej przez Filipa Wilhelma Wittelsbacha.
W październiku 1680 został odznaczony angielskim Orderem Podwiązki.

## Przodkowie
| Prapradziadkowie                     | elektor reński Ludwik VI (1539–1583) ∞1560 Elżbieta heska (1539–1582)                          | Stadhouder Niderlandów Wilhelm I Milczący (1533–1584) ∞1575 Karolina Burbon (1546–1582)        | Henryk Stuart, ks. Albany (1545–1567) ∞1565 kr. Szkotów Maria I (1542–1587)               | kr. Danii i Norwegii Fryderyk II (1534–1588) ∞1572 Zofia meklemburska (1557–1631)         | landgraf Hesji-Kassel Wilhelm IV Mądry (1532–1592) ∞1566 Sabina wirtemberska (1549–1582)      | hr. Solms-Laubach Jan Jerzy (1546–1600) ∞1572 Małgorzata von Schönburg (1554–1606)            | hr. Hanau-Münzenberg Filip Ludwik I (1553–1580) ∞1576 Magdalena von Waldeck (1558–1599)       | Stadhouder Niderlandów Wilhelm I Milczący (1533–1584) ∞1575 Karolina Burbon (1546–1582)       |
| Pradziadkowie                        | elektor reński Fryderyk IV Sprawiedliwy (1574–1610) ∞1593 Ludwika Julianna Orańska (1576–1644) | elektor reński Fryderyk IV Sprawiedliwy (1574–1610) ∞1593 Ludwika Julianna Orańska (1576–1644) | kr. Anglii, Szkocji i Irlandii Jakub I (1566–1625) ∞1589 Anna duńska (1574–1519)          | kr. Anglii, Szkocji i Irlandii Jakub I (1566–1625) ∞1589 Anna duńska (1574–1519)          | landgraf Hesji-Kassel Maurycy Uczony (1572–1632) ∞1593 Agnieszka von Solms (1578–1602)        | landgraf Hesji-Kassel Maurycy Uczony (1572–1632) ∞1593 Agnieszka von Solms (1578–1602)        | hr. Hanau-Münzenberg Filip Ludwik II (1576–1612) ∞1596 Katarzyna Belgica Orańska (1578–1648)  | hr. Hanau-Münzenberg Filip Ludwik II (1576–1612) ∞1596 Katarzyna Belgica Orańska (1578–1648)  |
| Dziadkowie                           | elektor reński, kr. Czech Fryderyk V Zimowy (1596–1632) ∞1613 Elżbieta Stuart (1596–1662)      | elektor reński, kr. Czech Fryderyk V Zimowy (1596–1632) ∞1613 Elżbieta Stuart (1596–1662)      | elektor reński, kr. Czech Fryderyk V Zimowy (1596–1632) ∞1613 Elżbieta Stuart (1596–1662) | elektor reński, kr. Czech Fryderyk V Zimowy (1596–1632) ∞1613 Elżbieta Stuart (1596–1662) | landgraf Hesji-Kassel Wilhelm V Stały (1602–1637) ∞1619 Amelia Elżbieta von Hanau (1602–1651) | landgraf Hesji-Kassel Wilhelm V Stały (1602–1637) ∞1619 Amelia Elżbieta von Hanau (1602–1651) | landgraf Hesji-Kassel Wilhelm V Stały (1602–1637) ∞1619 Amelia Elżbieta von Hanau (1602–1651) | landgraf Hesji-Kassel Wilhelm V Stały (1602–1637) ∞1619 Amelia Elżbieta von Hanau (1602–1651) |
| Rodzice                              | elektor reński Karol I Ludwik (1617–1680) ∞1650 Karolina Heska(1627–1686)                      | elektor reński Karol I Ludwik (1617–1680) ∞1650 Karolina Heska(1627–1686)                      | elektor reński Karol I Ludwik (1617–1680) ∞1650 Karolina Heska(1627–1686)                 | elektor reński Karol I Ludwik (1617–1680) ∞1650 Karolina Heska(1627–1686)                 | elektor reński Karol I Ludwik (1617–1680) ∞1650 Karolina Heska(1627–1686)                     | elektor reński Karol I Ludwik (1617–1680) ∞1650 Karolina Heska(1627–1686)                     | elektor reński Karol I Ludwik (1617–1680) ∞1650 Karolina Heska(1627–1686)                     | elektor reński Karol I Ludwik (1617–1680) ∞1650 Karolina Heska(1627–1686)                     |
| Karol II (1651–1685), elektor reński |                                                                                                |                                                                                                |                                                                                           |                                                                                           |                                                                                               |                                                                                               |                                                                                               |                                                                                               |